# Gony Ridge
Gony Ridge  ist ein mit Tussock bewachsener und mit verstreuten Tümpeln durchsetzter Gebirgskamm auf Bird Island im Archipel Südgeorgiens im Südatlantik. Er ragt bis zu 70 m hoch östlich der Jordan Cove auf.
Britische Wissenschaftler benannten ihn 1968 in Anlehnung die Benennung des Gony Point. Dieser ist benannt nach dem im englischsprachigen Seemannsjargon geläufigen Begriff Gony für den Wanderalbatros (Diomedea exulans), zu dessen Brutgebieten Bird Island zählt.